# Xochiltepec, Veracruz
Xochiltepec är en ort i Mexiko.   Den ligger i kommunen Texistepec och delstaten Veracruz, i den sydöstra delen av landet, 500 km öster om huvudstaden Mexico City. Xochiltepec ligger 15 meter över havet och antalet invånare är 117.
Terrängen runt Xochiltepec är mycket platt. Runt Xochiltepec är det ganska glesbefolkat, med 29 invånare per kvadratkilometer. Närmaste större samhälle är Hidalgotitlán, 8,2 km nordost om Xochiltepec. Trakten runt Xochiltepec består till största delen av jordbruksmark.